# A Moment Like This
„A Moment Like This” – pierwszy singel amerykańskiej piosenkarki Kelly Clarkson wydany na podwójnej stronie A z utworem „Before Your Love”. Autorami piosenki są  Jörgen Elofsson i John Reid, natomiast producentami są Stephen Ferrera oraz Steve Mac. Utwór został stworzony w nagrodzie dla zwycięzcy pierwszej edycji amerykańskiego programu American Idol.
Utwór „A Moment Like This” zadebiutował na sześćdziesiątym miejscu listy Billboard Hot 100. Ostatecznie utwór dotarł do miejsca pierwszego awansując z pięćdziesiątego drugiego miejsca i pobijając dotychczasowy rekord należący do zespołu The Beatles i ich piosenki „Can’t Buy Me Love”, która awansowała z miejsca dwudziestego siódmego na pierwsze. W 2015 magazyn Billboard opublikował listę stu najlepszych singli uczestników amerykańskiego Idola. Utwór „A Moment Like This” znalazł się na jedenastym miejscu.

## Lista utworów
CD Single
1. „Before Your Love” – 4:00
2. „A Moment Like This” – 3:50

DVD Single
1. „Before Your Love” (teledysk)– 3:52
2. „A Moment Like This” (teledysk) – 3:47

## Teledysk
Teledysk do singla został wyreżyserowany przez Antti Jokinena i ukazuje artystkę śpiewającą na deskach teatru, w którym odbywały się finałowe odcinki programu American Idol i przed jury. W teledysku widać także emocje, jakie towarzyszyły artystce zaraz po ogłoszeniu zwycięzcy programu.

## Pozycje na listach
| Lista przebojów (2002)             | Najwyższa pozycja |
| ---------------------------------- | ----------------- |
| Kanada (Canadian Hot 100)          | 1                 |
| USA (Billboard Hot 100)            | 1                 |
| USA (Billboard Pop Songs)          | 4                 |
| USA (Billboard Adult Pop Songs)    | 27                |
| USA (Billboard Adult Contemporary) | 26                |
| USA (Billboard Hot Country Songs)  | 58                |

## Certyfikaty
| Kraj              | Wydawca      | Certyfikat         |
| ----------------- | ------------ | ------------------ |
| Stany Zjednoczone | RIAA         | złota płyta        |
| Kanada            | Music Canada | 2× platynowa płyta |

## Wersja Leony Lewis
W grudniu 2006 roku utwór „A Moment Like This” ponownie zaśpiewała Leona Lewis, zwyciężczyni brytyjskiego show The X Factor. Singel wydany został jedynie w Wielkiej Brytanii i Irlandii, w obu tych krajach zajął pozycję pierwszą na tamtejszych listach przebojów.

### Format singla
1. „A Moment Like This”
2. „Summertime”
3. „Sorry Seems to Be the Hardest Word”

### Pozycje na listach
| Norowania(2006)                  | Najwyższa pozycja |
| -------------------------------- | ----------------- |
| Irlandia (Irish Singles Chart)   | 1                 |
| Wielka Brytania UK Singles Chart | 1                 |
| European Billboard Hot 100       | 3                 |

### Certyfikaty
| Kraj            | Wydawca | Certyfikat      |
| --------------- | ------- | --------------- |
| Wielka Brytania | BPI     | platynowa płyta |

### Historia wydania
| Państwo         | Data            | Wytwórnia | Format           |
| --------------- | --------------- | --------- | ---------------- |
| Wielka Brytania | 17 grudnia 2006 | Syco      | digital download |
| Wielka Brytania | 20 grudnia 2006 | Syco      | Single CD        |